# Старо бањско гробље
Старо бањско гробље је јавно гробље које се налази у Бањи Ковиљачи, на обронку планине Гучево. Гробље се води као локално гробље.

## Историјат
Први подаци о сахрањивању на Старом гробљу воде још из времена пре Првог светског рата, али је као година оснивања узета 1914. Међутим, тачна година прве сахране није позната.
На гробљу се налазе споменици ратника из Првог и Другог светског рата, као и локалних мештана.

### Сахрањивања
На старом гробљу се по правилу сахрањују староседеоци Бање Ковиљаче и њихове породице, јер је пре почетка бањског туризма већина мештана живела на Гучеву и његовим обронцима.
Досељеници се сахрањују на Грабичком гробљу недалеко од центра Бање Ковиљаче.
Проценат православних Хришћана на гробљу чини око 99 процената свих сахрањених, тако да је ово уједно и православно гробље.

## Данашње гробље

### Тренутно стање
На гробљу се налази капела подигнута током НАТО агресије 1999. године добровољним прилозима мештана и у њој се врше опела и верски обреди. Капела својим изгледом и стилом више подсећа на цркву, а у њој се налазе многобројне иконе. Поред капеле се налази дрвени звоник.
Постоје планови за бетонирање стаза, ограђивање гробља и набавке и монтаже канти за отпад које би замениле досадашњу металну бурад.
Управа гробља је најавила у плановима и продавницу свећа у самој капели.
Велики број надгробних споменика различитих стилских и иконографских особености од прворазредног су значаја за хронолошко праћење континуитета културног развоја овог дела земље. Самим тим, Старо бањско гробље представља један део историје овог дела Србије и као такво, заслужује да буде уписано као споменик културе у Србији.